# August Breyel
August Breyel (* 1. August 1886 in Clausthal; † 12. Mai 1952 in Altenau) war ein ehemaliger Kurdirektor, Bürgermeister und Stadtdirektor.

## Leben
August Breyel wurde am 1. August 1886 in Clausthal-Zellerfeld als Sohn des Grubenaufsehers Hermann Breyel geboren. Als 14-Jähriger arbeitete er als Hüttenjunge auf der Bleihütte Clausthal und trat 1904 freiwillig mit 18 Jahren in das Feldartillerie Regiment 14 in Wolfenbüttel ein. Während seiner Zeit als Berufssoldat schlug Breyel die Zahlmeisterlaufbahn ein und wurde während des Ersten Weltkrieges Regimentszahlmeister.
1920 wurde er aus dem Militärdienst entlassen und arbeitete kurzzeitig als Bankangestellter in Berlin, ehe er im Januar nach Altenau zurückkehrte. Dort nahm er eine Stelle als Stadtkämmerer beim örtlichen Magistrat an. Bereits drei Jahre später bot man ihm in der neu gegründeten Kurverwaltung die Stelle des Kurdirektors an, welche er auch annahm. Aufgrund seiner offenbar guten Leistungen in Politik und Kultur ließ sich Breyel zur Bürgermeisterwahl 1930 aufstellen und wurde am 20. März desselben Jahres für eine Amtsdauer von 12 Jahren zum Bürgermeister gewählt. 1942 wurde er für weitere 12 Jahre im Amt bestätigt und erhielt nach dem Krieg den Titel eines Stadtdirektors. Bis 1951 bekleidete er das politische Amt, ehe eine Krankheit ihn einschränkte und zurücktreten lassen musste. Im selben Jahr erhielt er als Anerkennung seiner über 30-jährigen Amtszeit als Bürgermeister und Stadtdirektor die Ehrenbürgerwürde.

## Verdienst
Bereits zu seiner Amtszeit als angehender Kurdirektor und Vorstandsmitglied des Skiclub Altenaus schaffte August Breyel besonders im Bereich des Wintersports ein touristisches Angebot in Form der Austragung von Wettkämpfen im Skifliegen mit dem Bau der Großen Schanze im Schultal 1924 und der Austragung von Winterfesten, infolge dessen die Besucher- und Übernachtungszahlen anstiegen. Auch wurde unter seiner Leitung der Kleine Okerteich zu einem Waldschwimmbad umgestaltet. Trotzdem war die wirtschaftliche Situation der Bergstadt Altenau nicht befriedigend. Fehlende Arbeitsplätze, mangelnde Infrastruktur und eine defizitäre Lage Altenaus waren vorherrschende Probleme, mit denen August Breyel konfrontiert war. Für den Kreisausschuss verfasste er eine Vorlage, in der er die Aufgaben der Kurverwaltung zur Behebung der Wirtschaftsnot aus Sicht der Bergstadt definierte. In dieser Vorlage sprach er sich zum Beispiel für eine Weiterführung der Innerstetalbahn von Altenau nach Sankt Andreasberg aus. Auf dem Gebiet des Straßenverkehrswesens wünschte er sich eine Weiterführung der Omnibuslinie von Altenau über Schierke und Braunlage nach Sankt Andreasberg sowie eine innerörtliche Sanierung aller öffentlichen Straßen. Zur Arbeitsplatzsituation führte er aus, dass lediglich Holzverarbeitende Industrie denkbar wäre. Dem für Altenau wichtigen Fremdenverkehr bescheinigte Breyel indes Defizite. So sei Altenau aufgrund seiner Armut gezwungen, mit unzureichenden Mitteln seine Einrichtungen zu erhalten. Nicht gefördert werden könnte unter anderem die Sanierung des Schwimmbades, der Sprungschanze und der Rodelbahn. Zudem komme hinzu, dass die Reste der am Stadtrand abgerissenen Silberhütte wenig einladend auf Wanderer wirken. Ein weiteres Problem war die vorherrschende Arbeitslosigkeit, der Breyel jedoch durch Heranziehung der Arbeitslosen zur Forstarbeit entgegenwirken konnte.
Breyel konnte zwar nicht alle Probleme lösen, er setzte sich jedoch so gut wie möglich für Altenau ein. Unter seiner Leitung entwickelte sich Altenau zu einem viel besuchten Tourismusort mit entsprechender Infrastruktur, welche zuvor eher mangelhaft war. Von Breyel wurde auch 1926 das alle fünf Jahre stattfindende Heimatfest ins Leben gerufen. Der Rat der Stadt Altenau beschloss am 15. August 1980 die Verlängerung der Straße „Kleine Oker“ in „Bürgermeister-Breyel-Weg“ umzubenennen.